# Друскінінкай

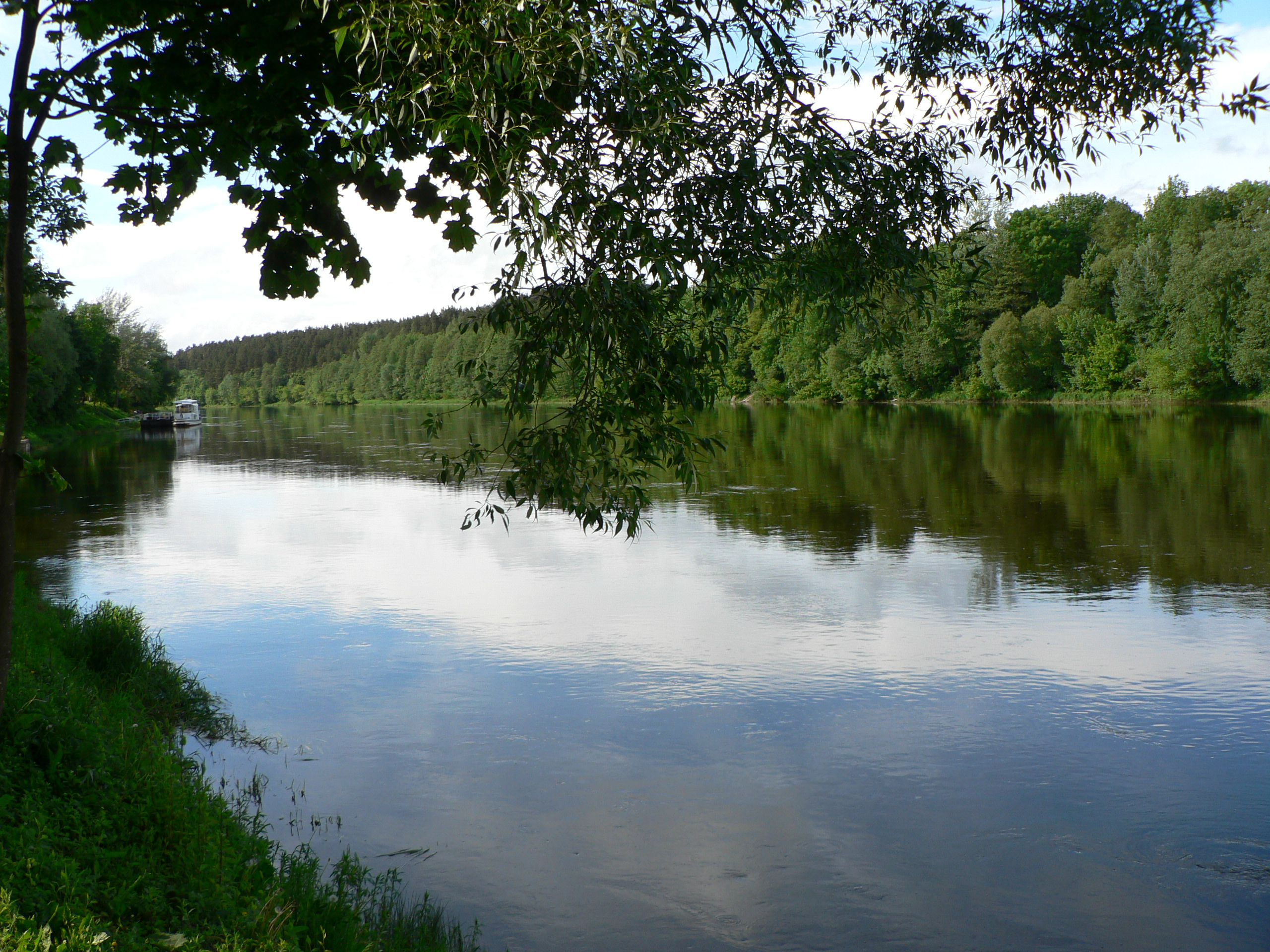
Німан в Друскінінкаю

Друскінінка́й чи Друскеніки (лит. Druskininkai, пол. Druskieniki, біл. Друскенікі) — курортне місто на півдні Литви, самостійна адміністративна одиниця, яка входить в Алітуський повіт.

## Положення й загальна характеристика

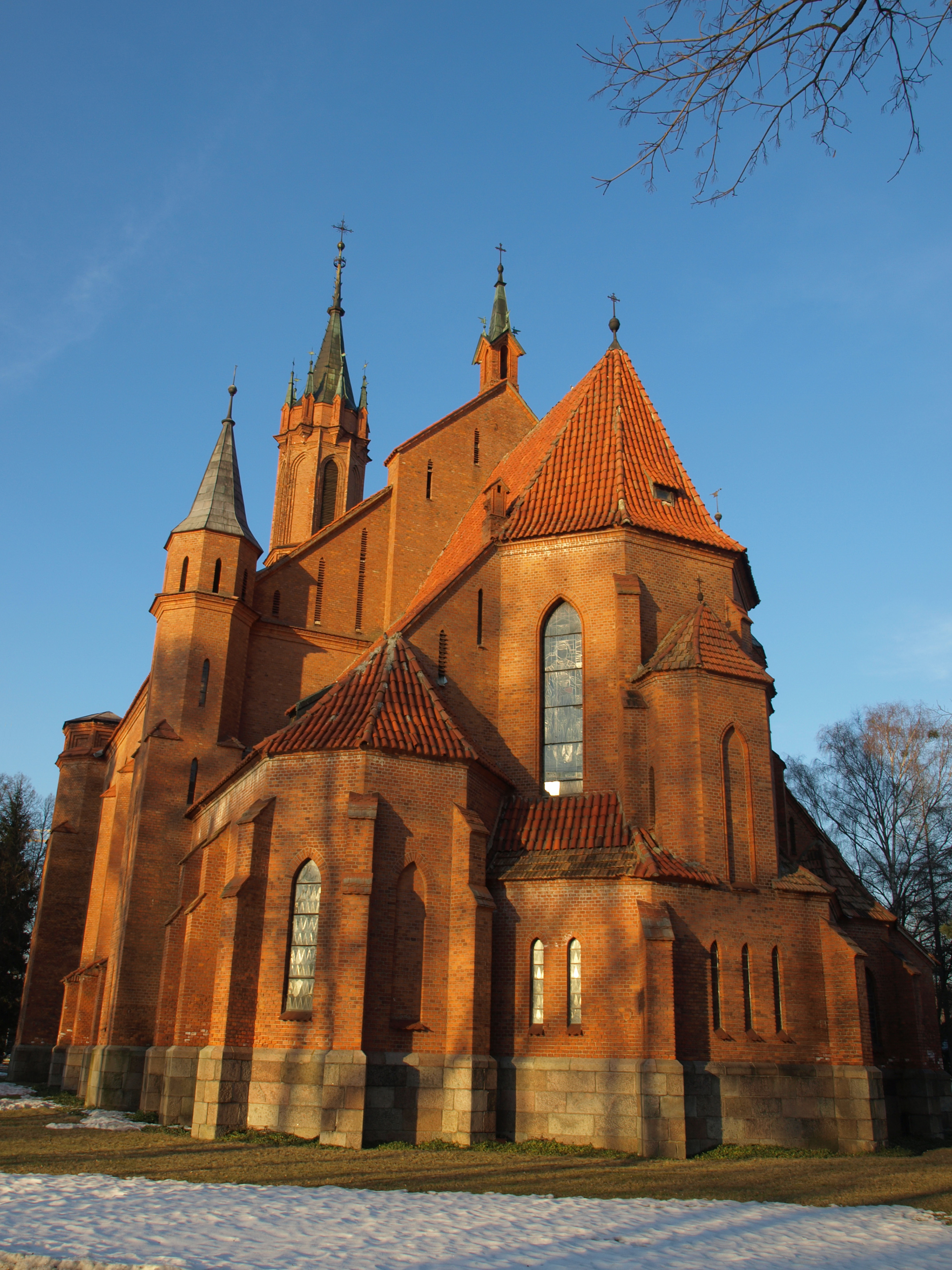
Костел Пресвятої Діви Марії Шкаплерної

Розташований на правому березі Німана при впадінні в нього Ратничої, за 129 км від Вільнюса, за 128 км від Каунаса і за 42 км від Гродно. На автомобільному переїзді між Друскінінкаєм і Гродно проходить державний кордон, що розділяє Білорусь і Литву. Кінцева станція залізничної гілки (19 км) від лінії Вільнюс — Гродно. Бальнеологічний, грязьовий і кліматичний курорт.

## Населення
В 1970 населення міста становило 11 тис. жителів, улітку 2003 — 17 601 в міській межі, а разом з околишніми селами нараховувалося 25 075 жителів. Серед них 21 750 католиків, 820 православних, 220 євреїв, 40 свідків Єгови, 21 євангеліст-реформатор.

## Назва

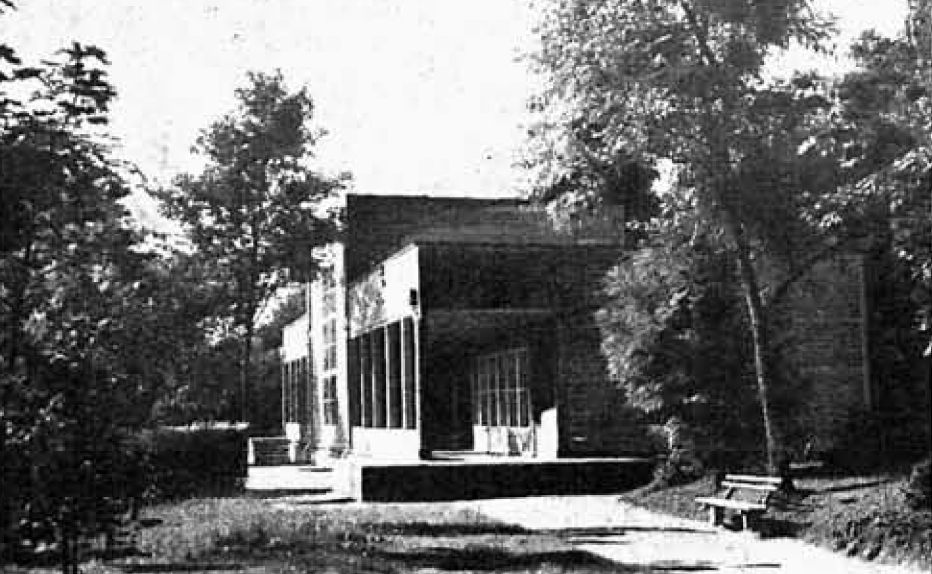
Будинок питної мінеральної води, 1931

Перша згадка про село Друскінінкай відноситься до 1563 в Литовській метриці. За однією з версій, назва міста походить від рідкого литовського слова druskininkas — той що займається соляним промислом, а швидше за все — від слова «druska» (тобто «сіль»).
Деякий час вважалося, що «Salzininken», що згадується в хроніках Тевтонського ордену, і був первісною назвою міста Друскінінкай ((нім.) – сіль), але пізніше виявилося, що це був Ша́льчинінкай (Salčininkai). Зараз вважається, що назва поселення могла походити від слова «солевар» (займався соляною діяльністю, бізнесом), що зустрічається досить рідко. У 1635 згадується село 'Друскіняй', що з 1765 відоме як 'Друскінінкай'.
Збереглася народна легенда про те, що на високому крутому березі Німана стояв відомий Палац Лішкава. Одного разу володар того замку полював через Німан зі своїми придворними. Полювання вдалось, і князь мав намір застрелити сокола на знак подяки богам. Усі зібралися на березі Німана, де випустили сокола. Князь вистрілив, і птах, пронизаний стрілою, впав у води Німана. Володар замку кинувся за жертвою і пірнув. Виникла паніка, оскільки всі думали, що він потонув. Дружина герцога була налякана і засмучена більше за інших. Вона бігла берегом і кликала чоловіка, жалібно плакала, проливаючи солоні сльози. Через деякий час князь вийшов із води з соколом у руках — він був живий і здоровий. А на тому місці, де впали сльози царівни, б’ють із землі солоні джерела.

## Історія

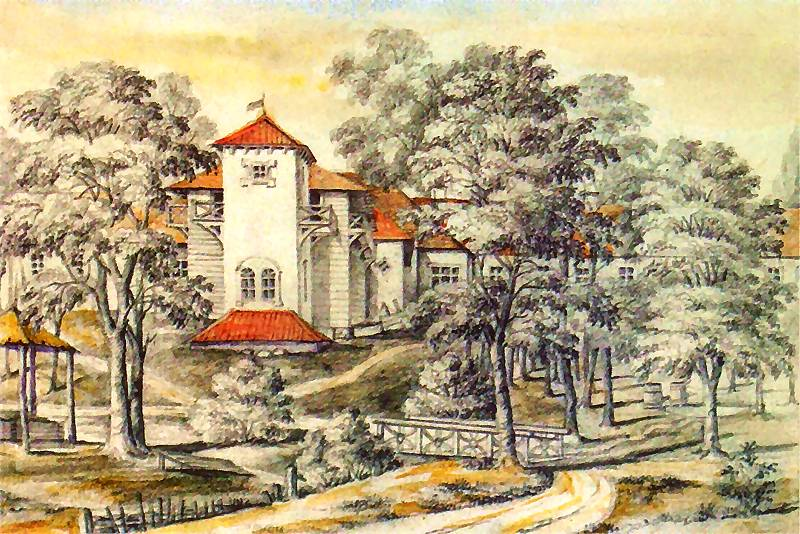
Друскінінкай 19 ст. Малюнок Наполеоно Ордоса

Територія нинішнього міста була заселена з давніх часів, в його межах знаходиться Друскінінкайське городище. У ранньому середньовіччі територію нинішнього міста населяло плем'я ятвягів. З 13 ст. ці території увійшли до складу Великого князівства Литовського. Тут була невелика фортеця, частина оборонної системи Панямуне. У 1311 військовий начальник Тевтонського ордену Генрікас Плекке зайняв і зруйнував цю фортецю.
Друскінінкай вперше згадується в письмових джерелах у 1636 р.. 24 березня 1702 біля поселення відбулася битва під Друскінінкаєм між арміями Швеції та Речі Посполитої. Село Друскінінкай згадується 1765 р. У 18 столітті Друскінінкай був лише маленьким селом з 5-ма селянськими господарствами.
Статус курорту Друскінінкай одержав у 1793 р., коли особистим лікарем польського короля Станіслава Августа були експериментально підтверджені цілющі властивості мінеральних джерел. Але популярність мінеральні джерела придбали ще наприкінці XVII століття, коли місцевий селянин Пранас Сурутис (Сураучюс) і його діти прославилися на околицях як «цілителі». Вони почали використовувати для лікування солоні води в Друскінінкаї. Сурутис нагрівав солону джерельну воду у великих чанах і, розливаючи її по пляшечках, лікував цією водою хворих. 1789 Друскінінкай відвідав Великий князь Литовський Станіслав Понятовський, за наказом якого 1790 палацовий лікар почав вивчати цілющі властивості мінеральних вод. Курорт був заснований 20 червня 1794, коли Станіслав-Август Понятовський оголосив Друскінінкай зоною лікування.
Першим дослідником джерел був аптекар Гардінас Румель, який 1830 дослідив кілька джерел мінеральних вод, заохочений губернатором Боб'ятинським. Професор І. Фонберг досліджував воду джерел Друскінінкая, а в 1835 р. опублікував ці дослідження і запропонував царському уряду заснувати курорт.  31 грудня 1837 указом імператора Друскінінкай був визнаний курортом мінеральних джерел. Також був затверджений план розвитку курорту Доппельмейера (1838), був відкритий перший санаторій-клініка на 12 ванн, пізніше розширений до 50 ванн. У 1843 проліковано близько 2 тис. осіб, наприкінці 19 ст. – близько 5000 осіб щороку. 1844-1852 рр. збудована церква. 
Наплив хворих і поранених після Кримської війни спонукали гродненського віце-губернатора Якова Рожнова вжити заходів до створення в Друскінінкаї тимчасового православного храму в приватному будинку (1857). На його ж кошти побудовано церкву на честь ікони Матері Божої «Всіх скорбних Радосте» (1865).
1850 на курорті відпочивав і виступав відомий композитор Станісловас Монюшка. В 1861 у Друскінінкаї було 9 джерел мінеральної води, а в 1884 - вже 16. Важливою подією в житті курорту стало відкриття залізниці Санкт-Петербург-Варшава в 1862. Найближча до Друскінінкая залізнична станція (Парієче) знаходилася за 19 км від центру курорту. До нього можна було дістатися дорогою.
1835 року професор Віленського університету Ігнатій Фонберг представив на ім'я царя доповідь про лікувальні властивості мінеральних джерел, після чого в 1837 Друскінінкай велінням царя Миколи І був проголошений містом. Тоді й почався швидкий розвиток курорту. У першій половині XIX століття під час курортних сезонів місто ставало «літньою столицею» Литви, оскільки в Європі поширилася мода відпочивати «улітку на водах», а польсько-литовська знать й інтелігенція вважала своїм патріотичним обов'язком відпочивати на своєму, литовському курорті.

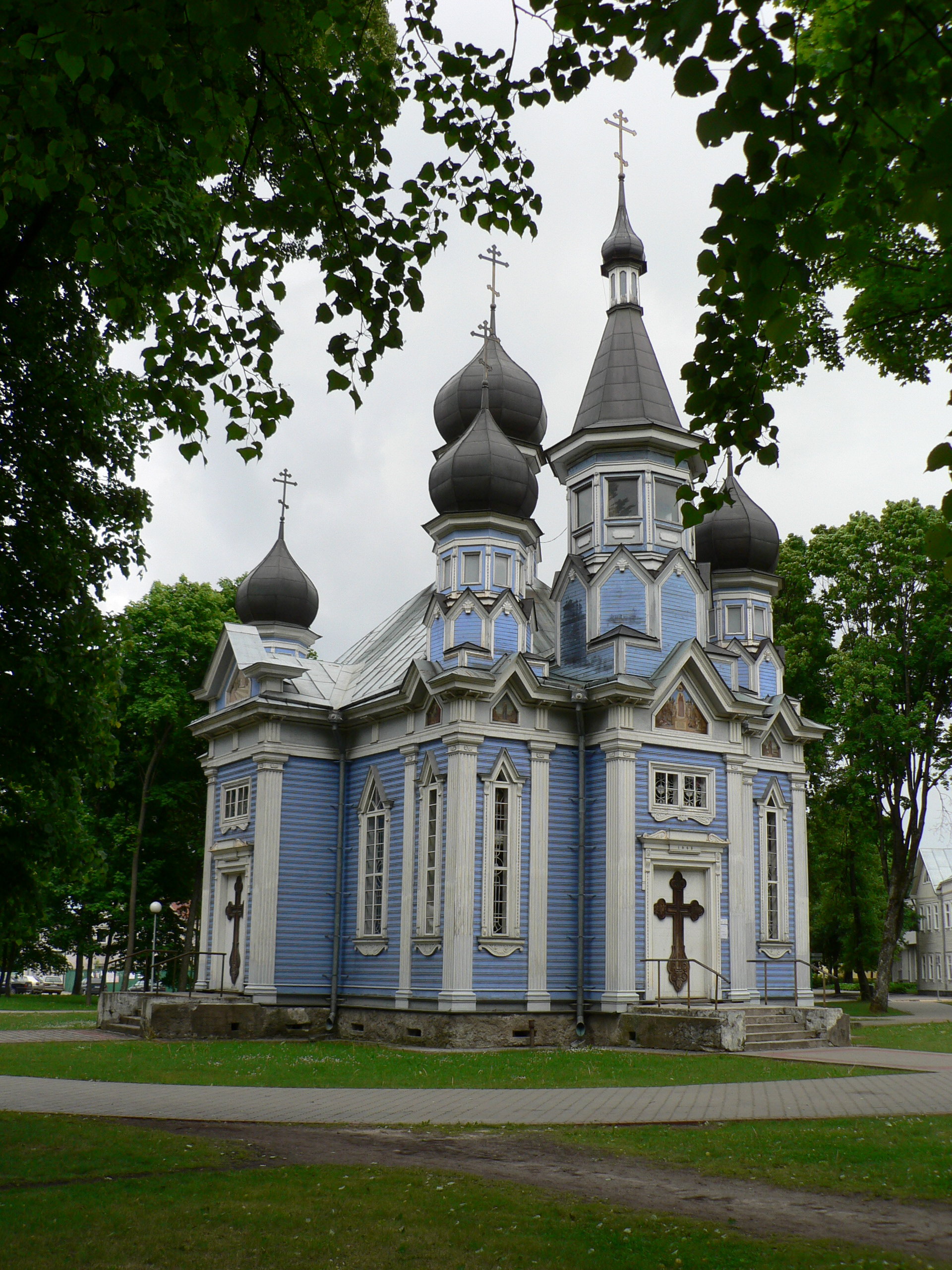
Церква ікони Божої Матері «Всіх скорбних Радосте»

1863 в околицях Друскінінкая діяли повстанські загони. Після придушення повстання у 1865 царська влада продала Друскінінкай полковнику К. Штрандману («Штрантман»). Згодом компанія з трьох осіб викупила у нього курорт. У 1871 пожежа знищила більшу частину міста, а в 1884 згоріли лікарні. 1893 Друскінінкаю було надано міські права. 1895 у Друскінінкаї збудовано Панталеонську церкву та Церкву Св. Гавриїла. У 1899 почали працювати нові басейни на річці Ратничі, почав працювати пароплав до Гардінаса.
Наприкінці 19 ст. — напочатку 20 ст. в Друскінінкаї було побудовано кілька невеликих санаторіїв і літніх будинків (за стилем подібних до європейських курортів того часу). Тут літував середній клас Вільнюса, Варшави та Москви. За відвідуваністю Друскінінкай став третім у Російській імперії після Кавказу та Криму. Напочатку XX ст. у Друскінінкаї з'явився телефонний зв'язок і електрика..
До кінця XIX століття курорт щорічно приймав до 50 000 гостей, а в період між Першою й Другою світовими війнами (перебуваючи в складі Польщі) — до 100 000 чоловік.
У 1909 Друскінінкай відвідали 5000 гостей, а напередодні Першої світової війни у 1913 р. - 18 600 відпочиваючих. Коли почалася війна, в Друскінінкаї точилися запеклі бої і курорт було сильно пошкоджено. Половина міста була знищена, 2/3 лісу спалено. Під час Польсько-радянської війни у Друскінінкаї точилися бої. Під час Битви на Німані, намагаючись відійти в тил совєтьської армії, поляки атакували Сену, де в той час перебувала литовська армія, потім продовжили рух у напрямку Друскінінкая, де захопили стратегічно важливий дерев'яний міст через Нямунас, який захищала литовська армія, і рушили далі в бік Варанавоса та Ліди. Полякам вдалося захопити міст у Друскінінкаї лише після 11 невдалих спроб, 80 литовських вояків потрапили в полон.
У міжвоєнний період Друскінінкай належав Польщі (1920–1939). Перший післявоєнний курортний сезон був офіційно відкритий в 1923 році, але до 1930 р курорт був слабко розвиненим. У 1931 р. Друскінінкаєм управляв «Bank Gospodarstwa Krajowego», його купили з польської скарбниці. Популяризував курорт Юзеф Пілсудський, який проводив тут значну частину своїх літніх канікул. Місто належало до Білостоцького воєводства, Гардинського повіту. В 1934 після будівництва залізничного сполучення зі станцією Парієче (нині Білорусь) сполучення залізницею з Друскінінкаєм стало легшим. 1937 тут відпочило 11 047 осіб.
Саме в міжвоєнні роки в Друскінінкаї проведено серйозну модернізацію курорту, перебудовано санаторії, створено модерну для того часу інфраструктуру й науково-технічну базу для лікування. Після окупації Східної Польщі Радянським Союзом, з осені 1939 до осені 1940 належали Білоруській РСР. За короткий період приналежності до Білорусі місто було пограбоване, дорогі меблі вивезено до Білорусі, низку людей заарештовано та депортовано. 23 червня 1941 німці окупували Друскінінкай і приєднали його до Білостоцької області. 23 червня 1941 р. у містечку створено загін литовських партизанів, створено литовську адміністрацію, де до 12 липня була активна литовська поліція. 
З утворенням Литовської РСР і включенням її до складу СРСР після переговорів делегацій Литви й Білорусі в Гродно 1-2 жовтня 1940 Литві було передано курорт Друскінінкай з околишніми селами, населеними переважно литовцями.
14 липня 1944 місто знову було окуповане совєтами. В околицях Друскінінкая діяли партизани Дайнавського району. 3 серпня 1946 Друскінінкай став містом при повіті. У совєцький період інфраструктуру курорту було пристосовано для масового курортного лікування й відпочинку. З 1951 місто почало швидко розширюватися, тут будували нові лікарні та санаторії. 
22 грудня 1952 Друскінінкай став підпорядкований області, а 28 травня 1953 — містом республіканського значення. Місто було розширене у 1957 (арх. А. Мачюліс та ін.), 1978 (арх. П. Януліс та ін.), 2000 (арх. С. Черескявічюс, Н. Дічювене, В. Стаускас та ін.). У 1960 збудовано готель «Турист» (арх. А. Сприндис), 1978 — універмаг «Райгард» (арх. Е. Бейнортас). Кількість відпочиваючих за совєцьких часів досягала 400 тис. на рік. Тут діяло десять санаторіїв.
5 квітня 1990 демократичним шляхом були обрані 1-ша міська рада Друскінінкая та Рада незалежної Литви. У 10-х роках 20 століття до міста приєднано Ратницю. 1994 затверджений герб Друскінінкая. Після розпаду СРСР кількість туристів і відпочиваючих значно скоротилася, що дуже негативно позначилося на економіці Друскінінкая. У 2001 рівень безробіття в Друскінінкаї досяг 29 відсотків. За останнє десятиліття курорт відновився. Збудовано нові будинки відпочинку та санаторії та відремонтовано раніше побудовані. 26 грудня 2006 у Друскінінкаї відкрили перший в Литві аквапарк. У 2011 після завершення будівництва, Друскінінкайська Снігова Арена стала ще однією визначною туристичною пам'яткою.

## Культура

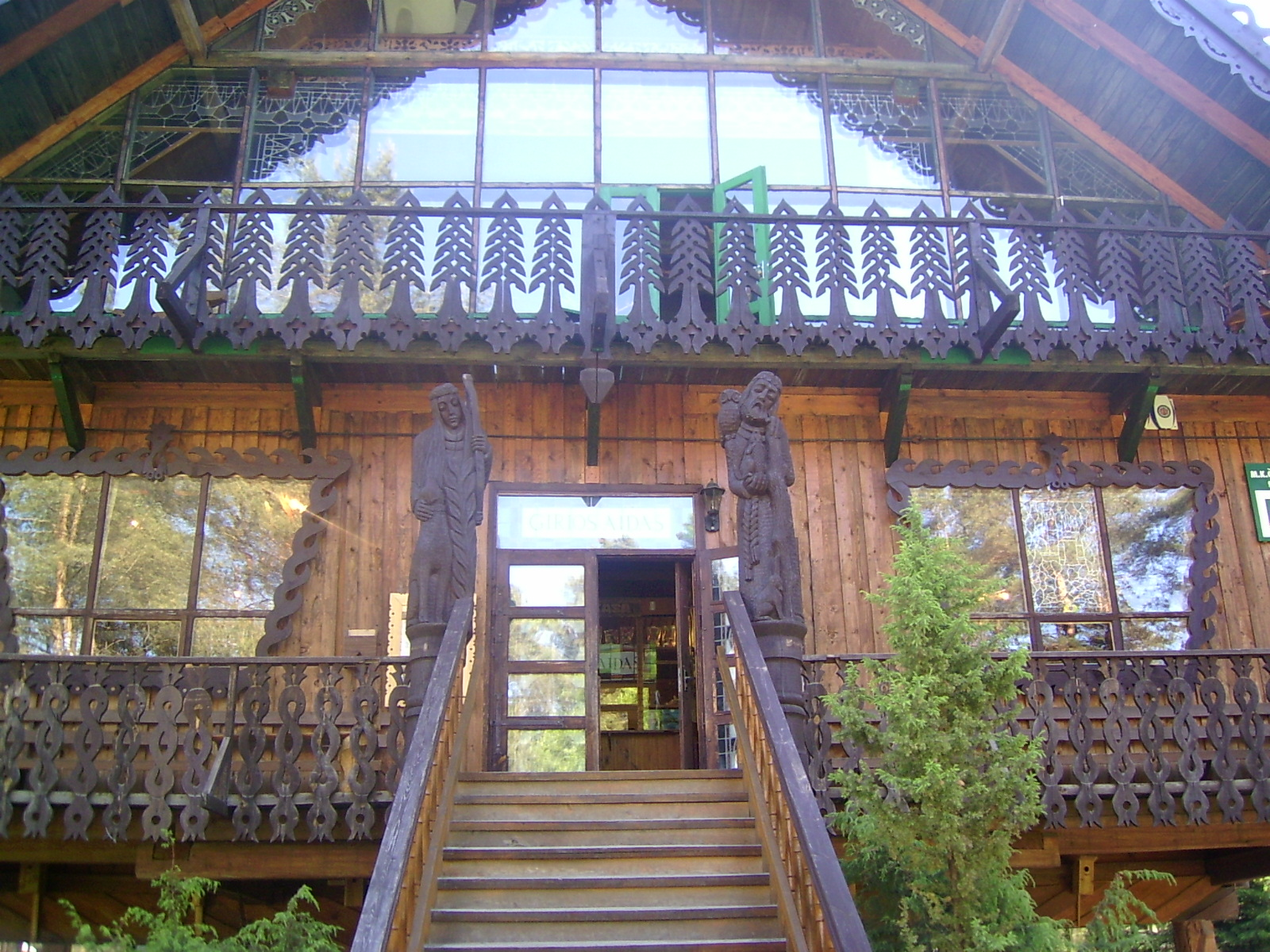
Музей «Гіріс Айдо».

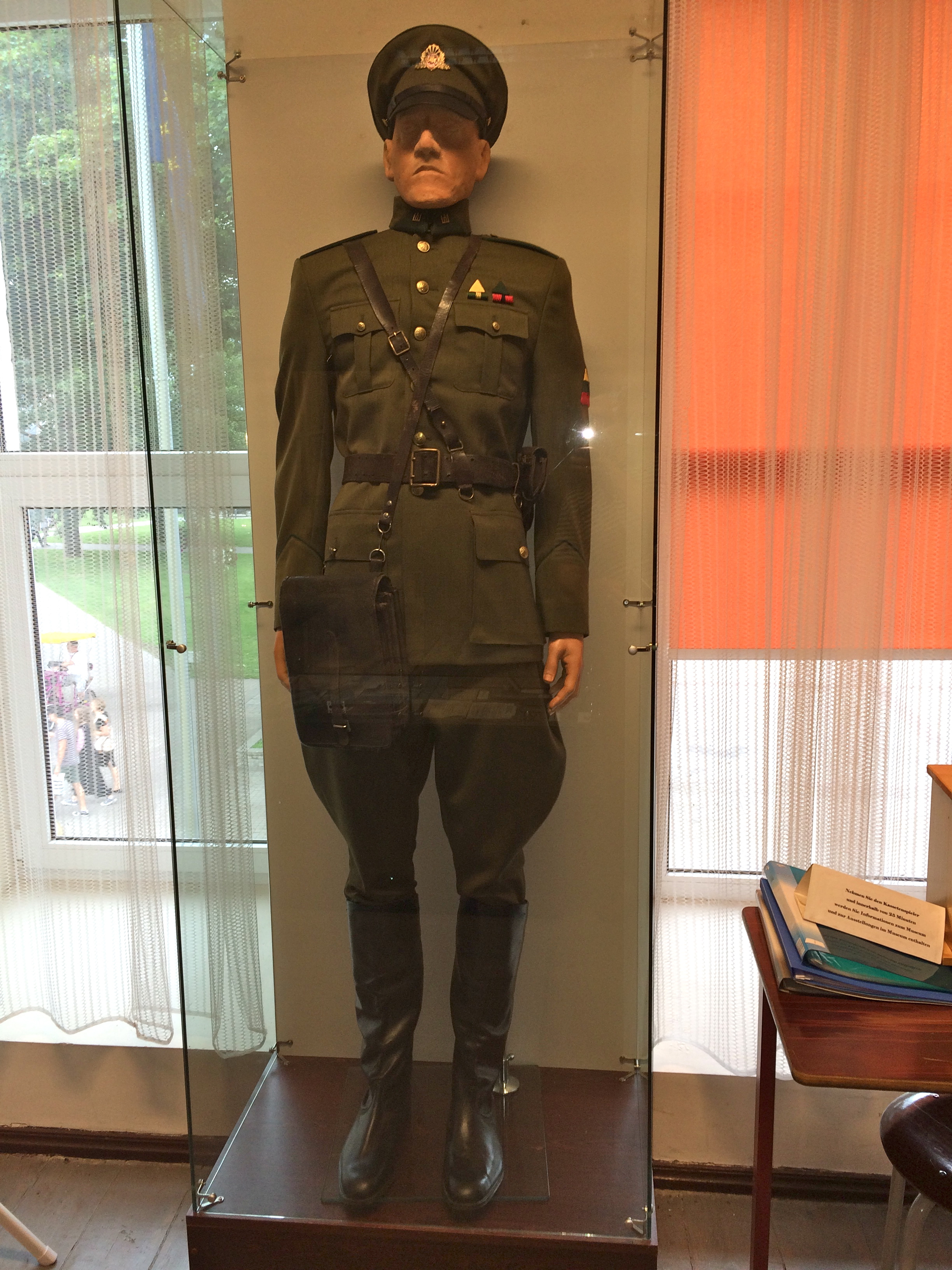
Експозиція Друскінінкайського музею опору та вигнання.

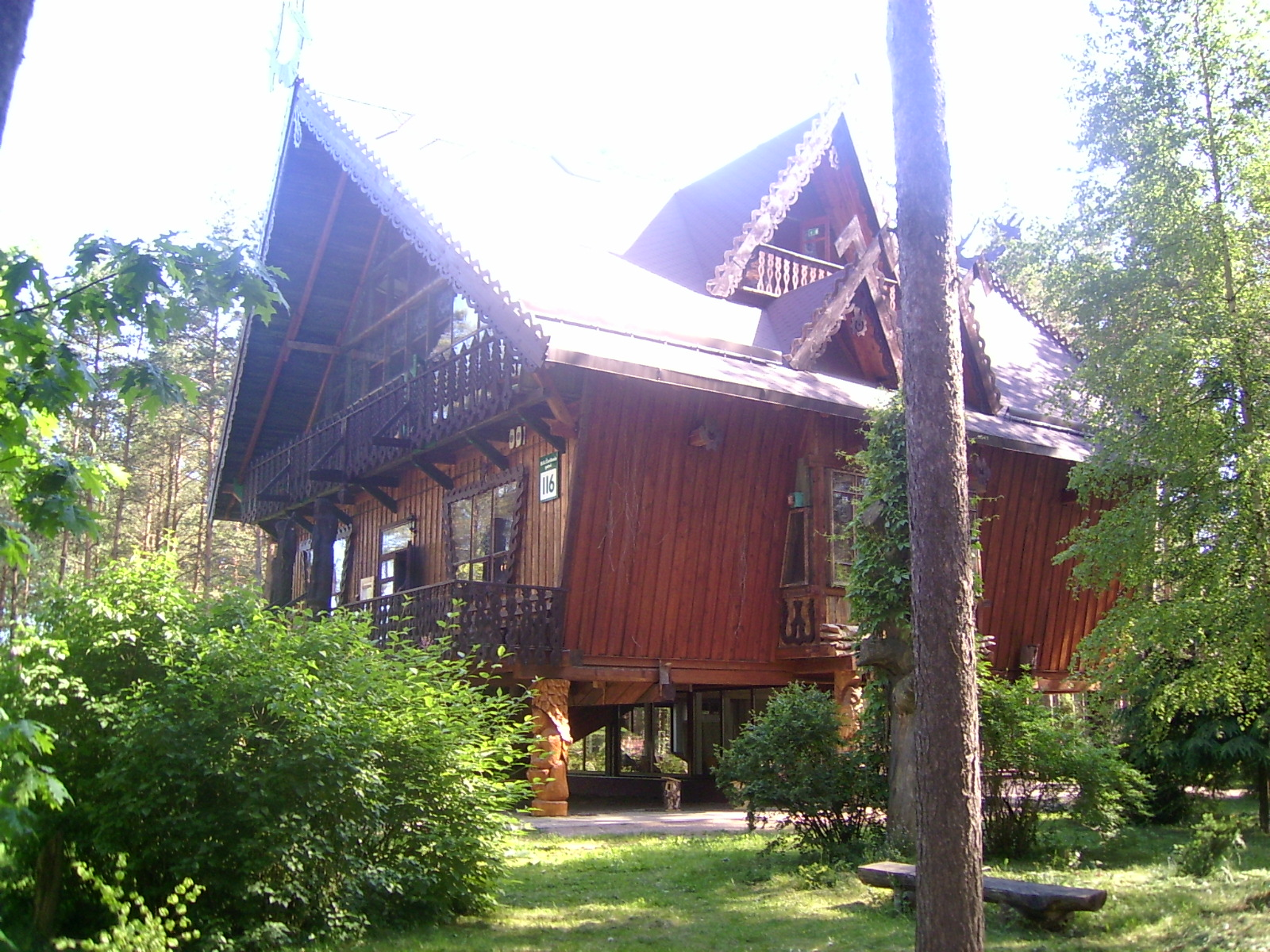
Музей «Лісове відлуння»

У Друскінінкаї виріс М. К. Чюрльоніс, художник-символіст і композитор. У місті встановлено пам'ятник митцю (1975, скульптор Владас Вільджюнас, архітектор Р. Дічюс), та діє меморіальний дім-музей Чюрльоніса, де регулярно проходять літні музичні вечори, збори художників та інші освітні заходи.
Особливою популярністю користується музей дерев'яних архітектурних конструкцій «Лісове відлуння», у якому зібрана інформація про міфічних лісових персонажів Литви. Цей комплекс єдиний, своєрідний і має світове значення.
У Друскінінкаї народився Жак Ліпшиц, друг і соратник Амедео Модільяні.

### Культурні заходи
Влітку в Друскінінкаї проходить театральний фестиваль. Також щорічно проводиться міжнародний фестиваль мистецтв "Druskininkų vasara su M.K.Čiurlioniu". в 1985 році Організовано щорічну поетичну подію «Druskininkai Poezijas Ruudo», яка збирає авторів з різних країн світу. Регулярно проводяться культурні заходи в Меморіальному музеї Чюрльоніса.

### Музеї та галереї
Музей лісу «Giris aidas», заснований 1972 Альгірдасом Валавічюсом. Це екологічний інформаційний центр Управління лісового господарства Друскінінкая.
У 1996 р. на громадських засадах було створено Друскінінкайський музей опору та вигнання. У ньому представлені документи, фотографії, інші експонати музею, пов'язані з партизанською боротьбою Друскінінкайського краю, опором совєцькій владі, совєцькими репресіями та засланнями.
Інші музеї та галереї:
- Меморіальний музей М. К. Чюрльоніса, заснований 1963
- Музей міста Друскінінкай, заснований 1999
- Меморіальний музей Жакса Ліпшицаса, заснований 1996 на віллі Маркявичюса
- Галерея Вітаутаса Казіміроса Йонінаса.

### Скульптури
- «Відпочинок» на березі Німіна (1959, скульп. Juozas Kėdainis)
- «Материнство» в парку лікувального центру (1959, скульп. Бронюс Вишняускас)
- «Колесо» біля мосту через річку Ратниця (1959, скульп. Броніус Вишняускас)[20]
- «Біля джерела» (1963, скульп. Антанас Дімжлис)
- Біля санаторію «Егле» - «Політ» (скульптор Гедимінас Каралюс) та «Юність» (скульптор Ядвига Мозурайте-Клемкене)
- 1987 побудований міський годинник (автор С. Куйзінас)
- Бюст Вінцаса Креве на перехресті вулиць Чюрльоніса та Креве (1989; скульпт. Альфонс Вінсентас Амбразюнас)
- «Брама гостинності» на площі між Тайками та вул. Вулиці Йокубос (2013; скульп. Тадас Гутаускас)[21].

### Пам'ятники
- Пам’ятний знак партизану Друскінінкая Я. Карнаускасу Юозасу Карнаускасу (1930–1948)
- 1975 на краю парку, на березі Німана, встановлено пам'ятник з нагоди 100-річчя від дня народження Чюрльоніса (скульптор Владас Вільджюнас, архітектор Рімантас Дічюс), також встановлено пам’ятник у саду музею Чюрльоніса (скульптор Казис Шважас)
- пам'ятник Міндовгу (1995; скульп. Вітаутас Кашуба)
- 2011 — пам’ятник Д. Матулайте Барборі Радвілайтай та Жигімантасу Августу «Каруносу», споруджений біля Німана в парку Гідикле[22].
- обеліск жертвам Друскінінкайського гетто (скульптор Жакас Ліпшицас).

## Galerija

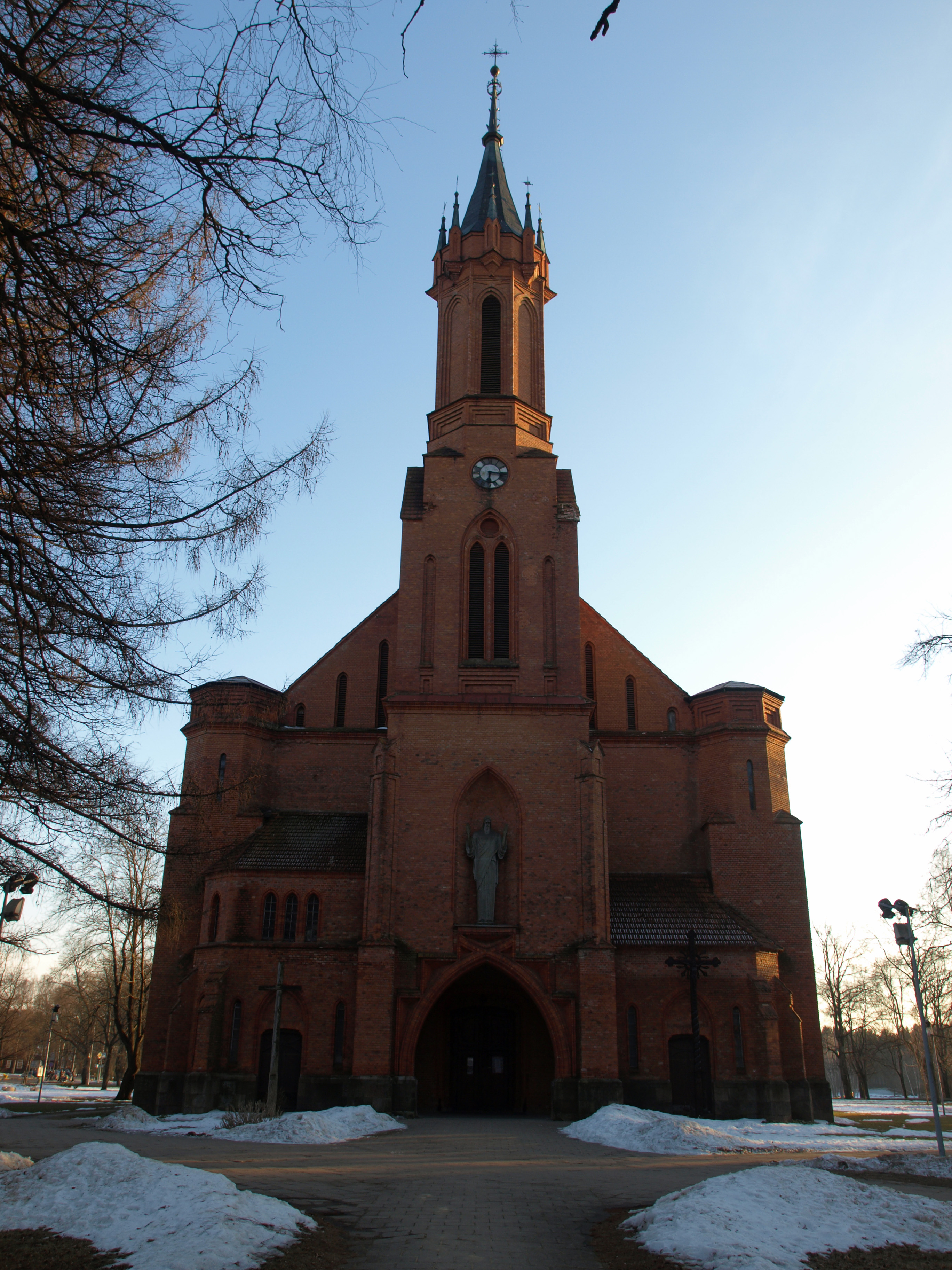
Друскінінкайська церква
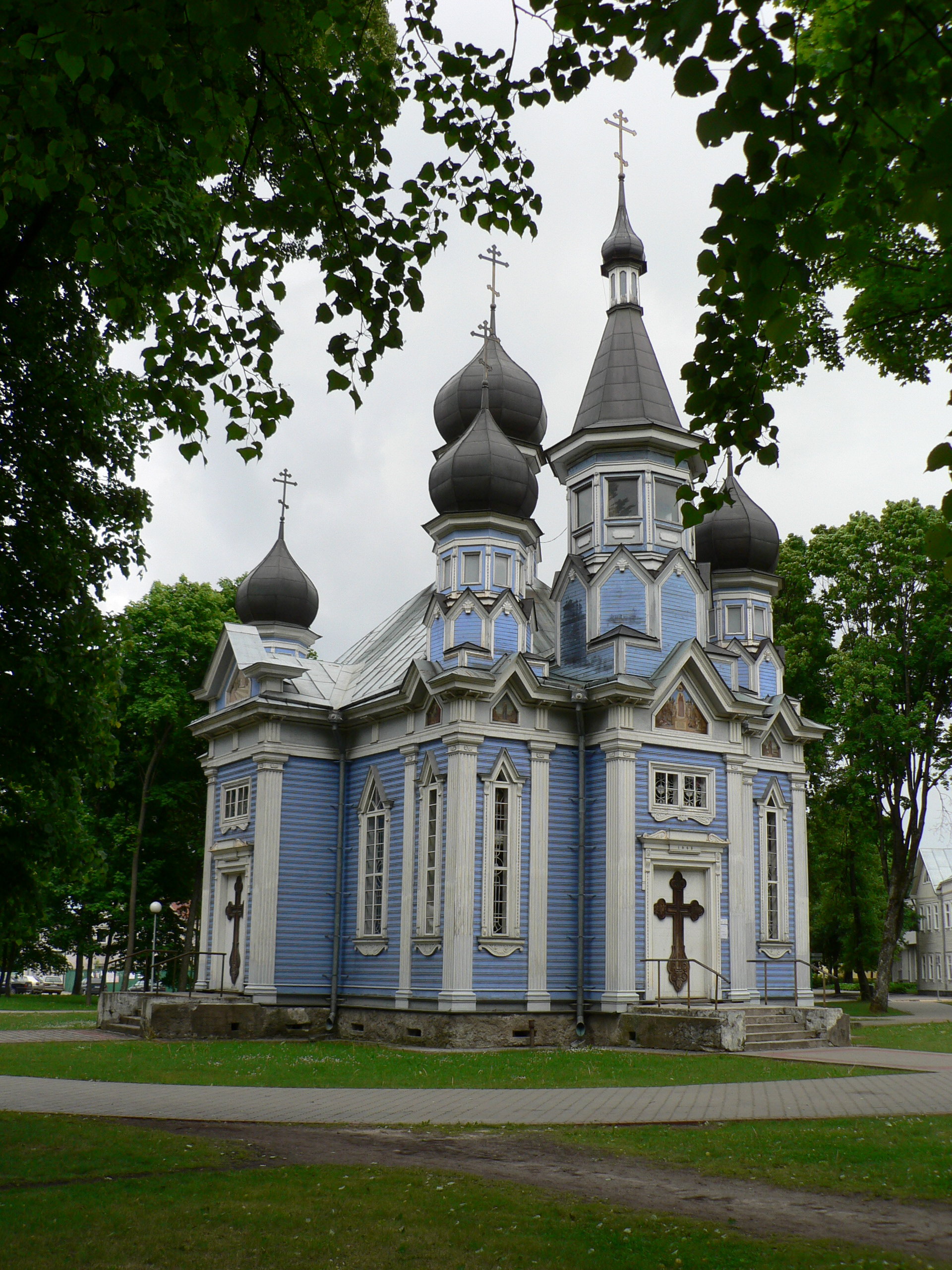
Друскінінкайська православна церква
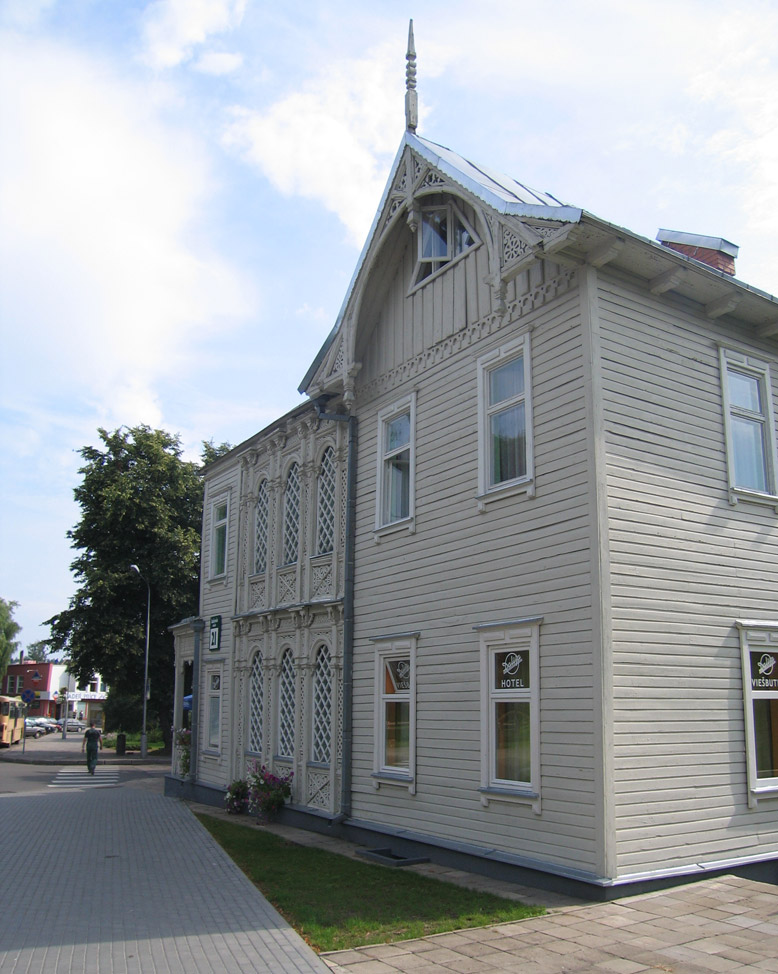
Вілла «Мор»
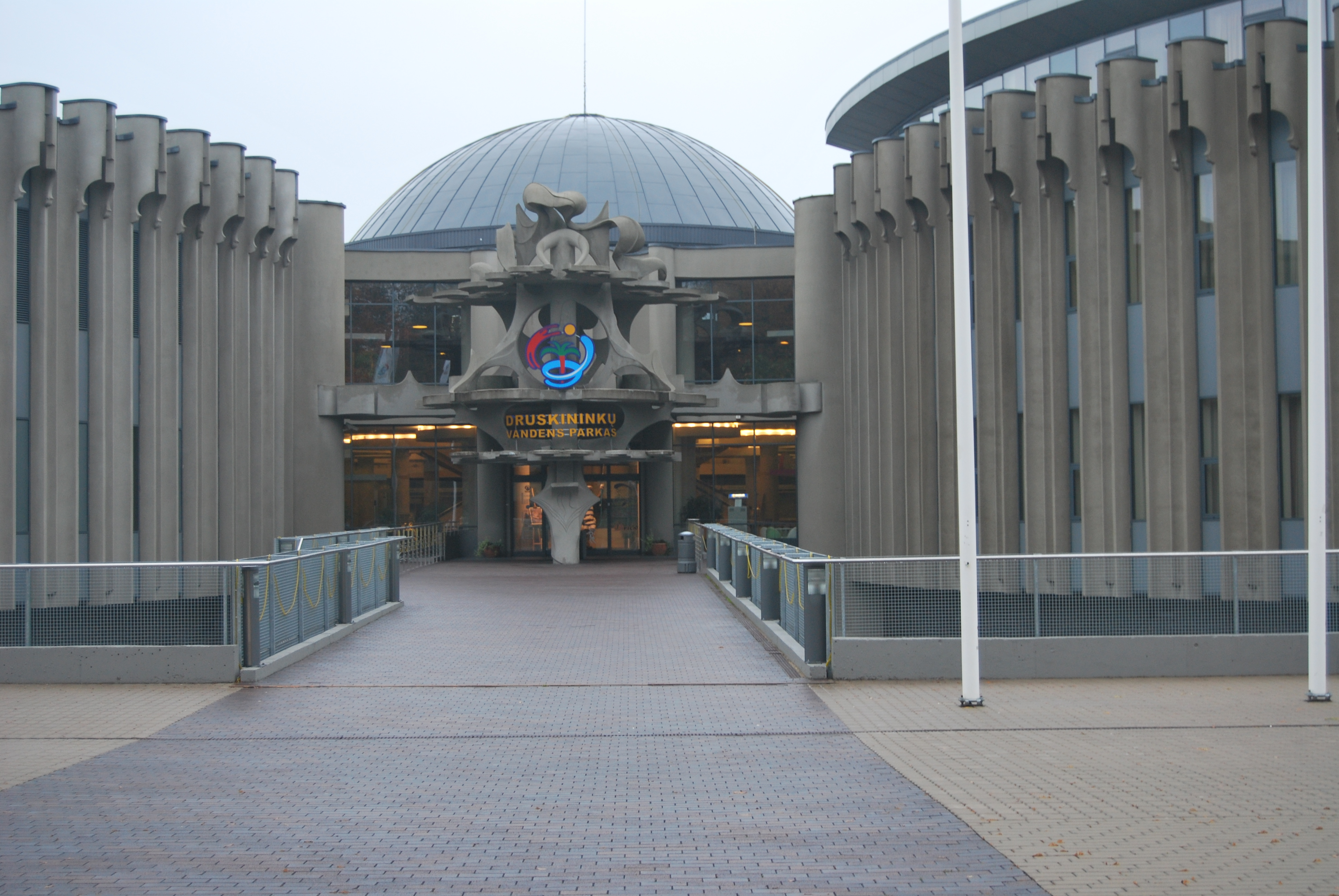
Аквапарк
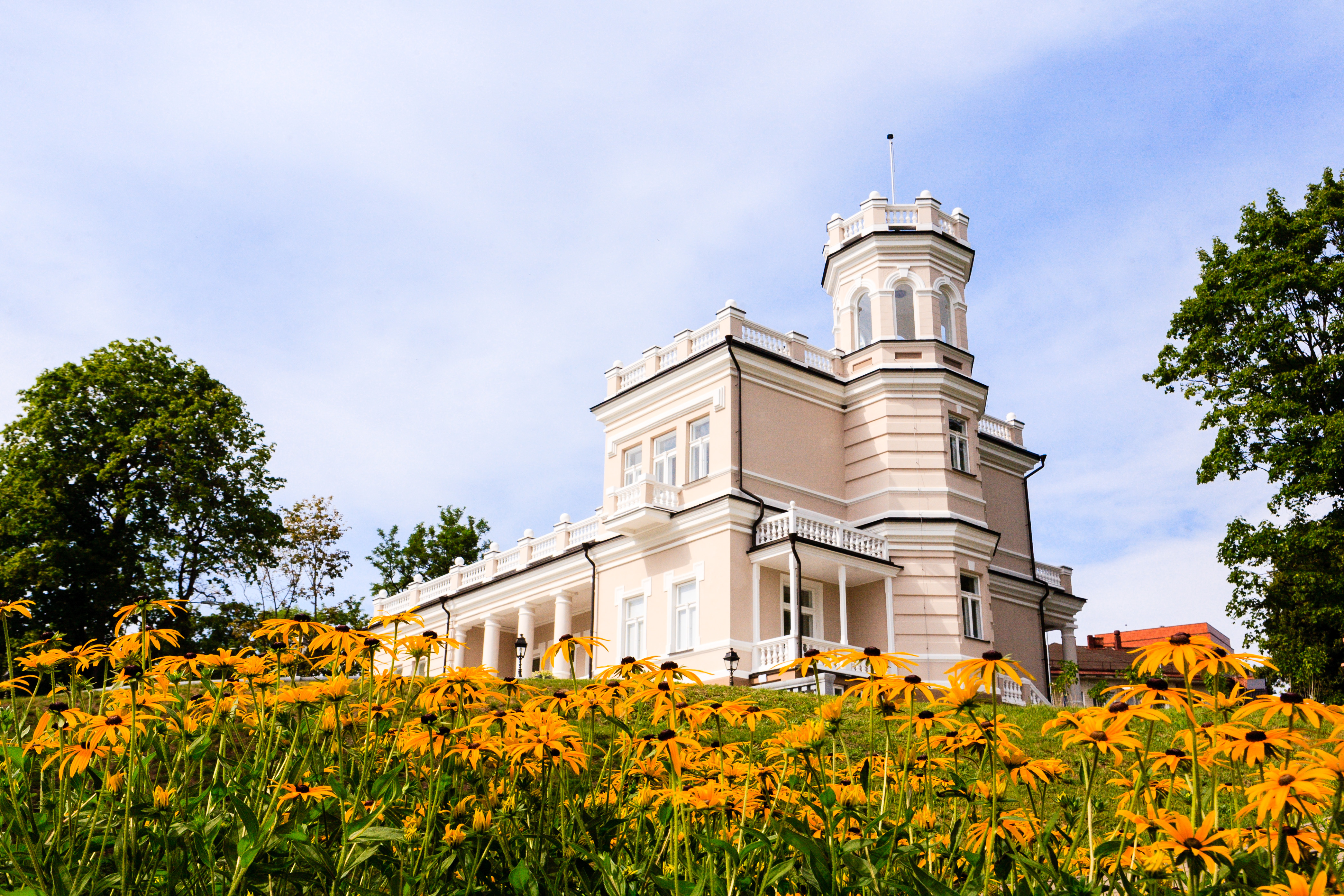
Весела вілла
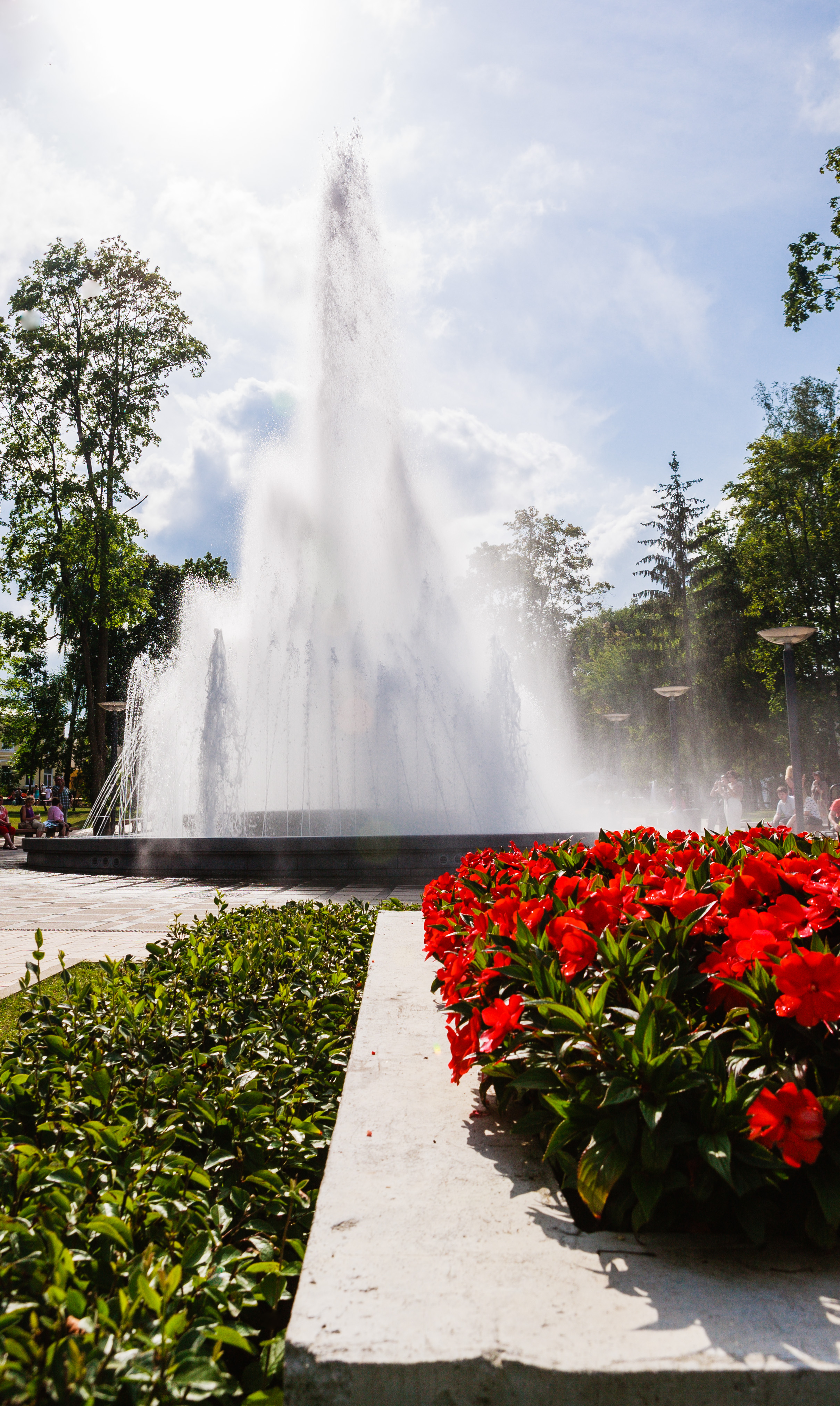
Великий фонтан
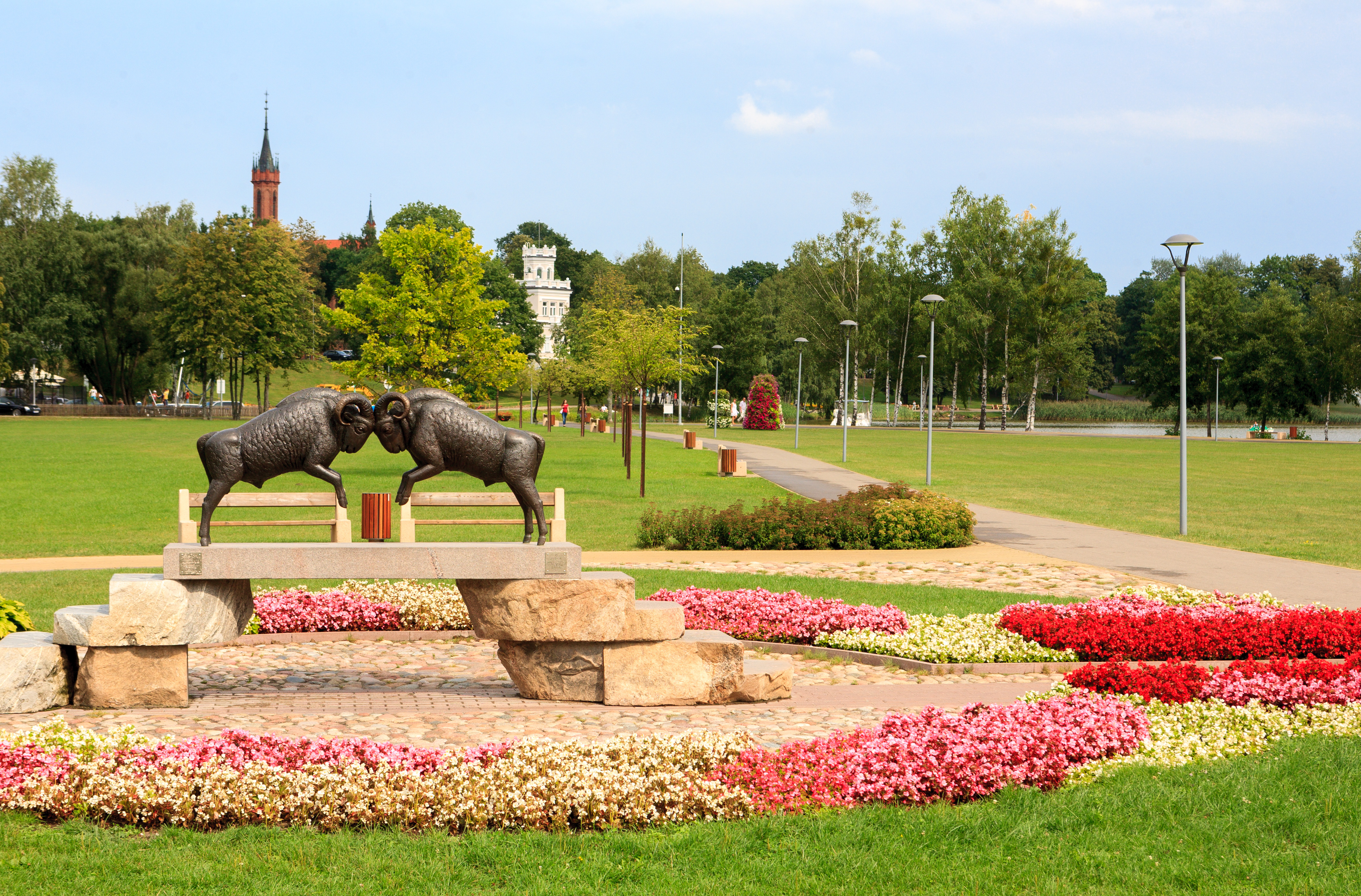
Центр Друскінінкая
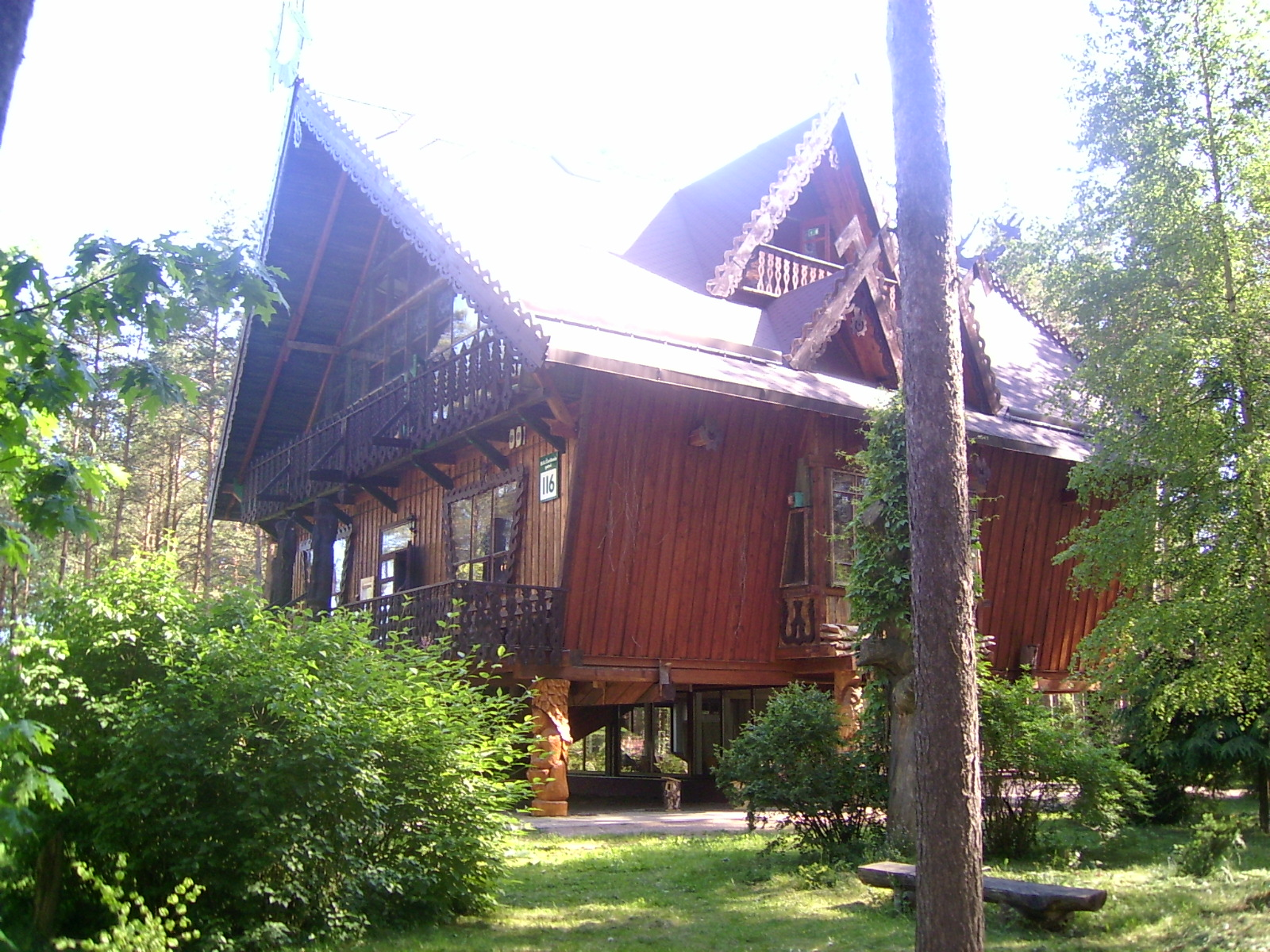
«Відлуння лісу»
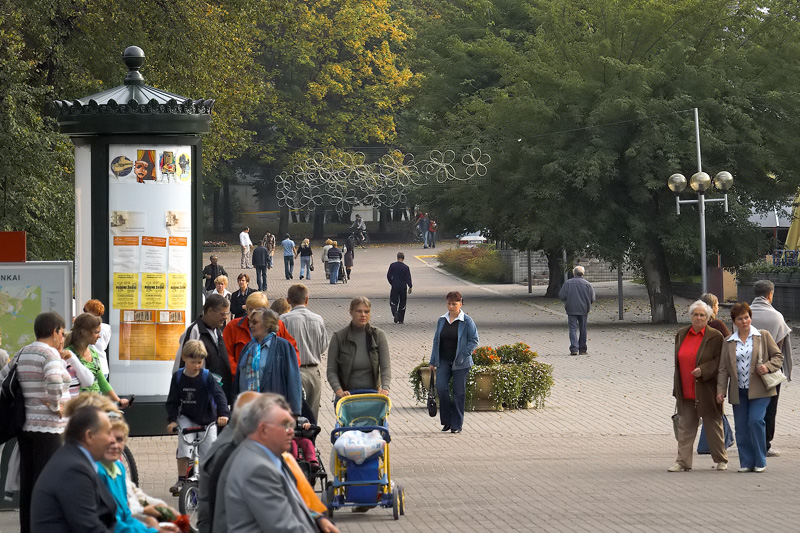
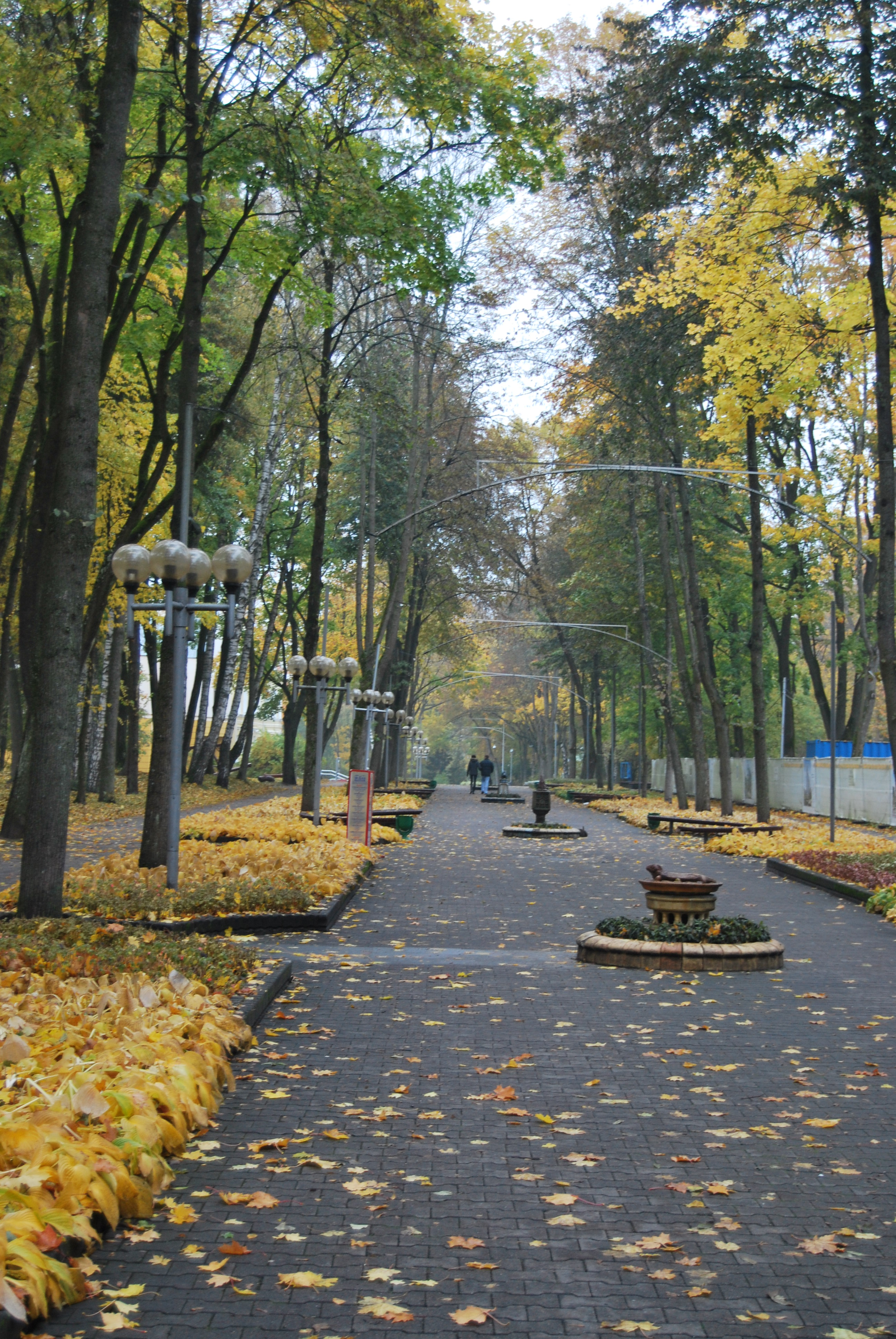
Алея
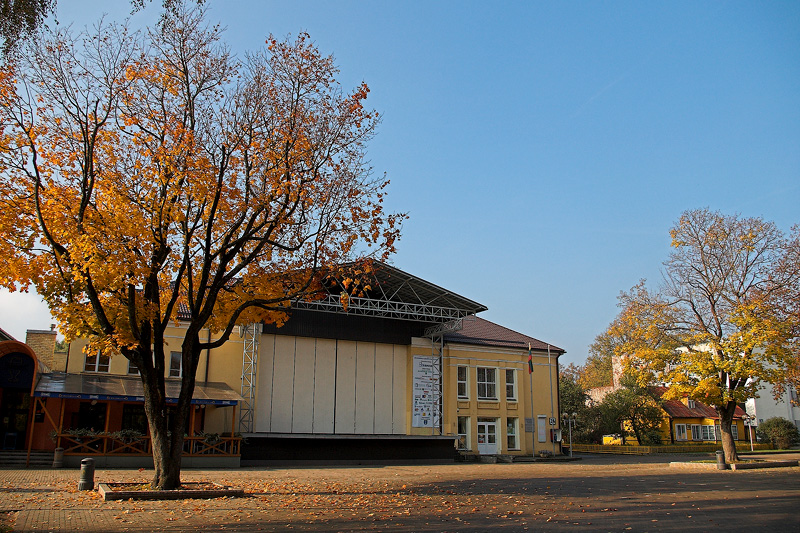
Міська площа розваг
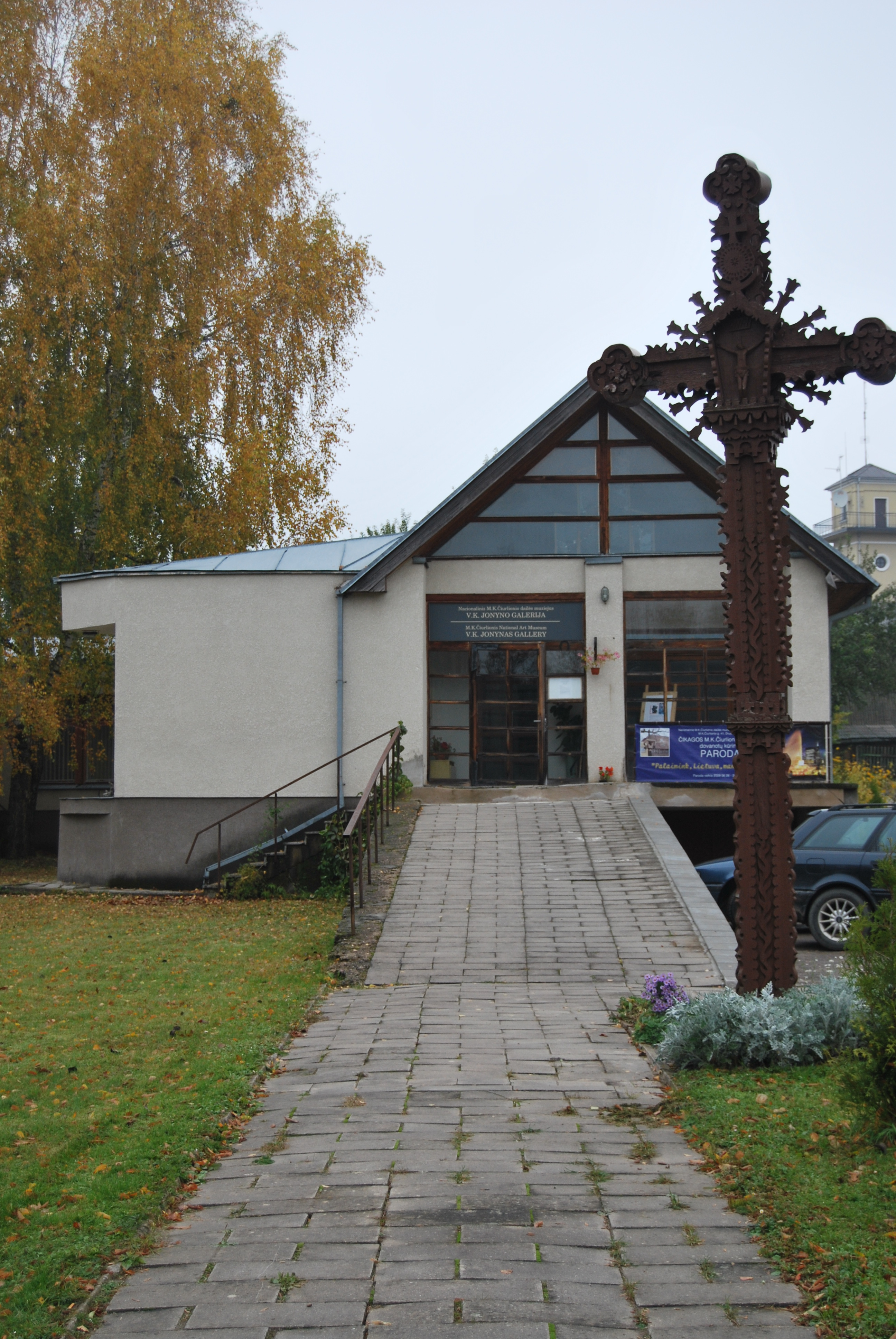
Галерея В.К. Йонінаса